# Michal Bureš
Michal Bureš (* 17. července 1976 Olomouc) je český rozhlasový a divadelní režisér, pedagog a dramaturg.

## Život

### Studium
Po absolvování česko-francouzské sekce Slovanského gymnázia v Olomouci se rozhodl pro studium rozhlasové a televizní dramaturgie a scenáristicky na Divadelní fakultě Janáčkovy akademie múzických umění v Brně. Mezi jeho učitele a vzory patřil Antonín Přidal, Bořivoj Srba nebo Josef Veselý. Studium na Divadelní fakultě JAMU završil roku 2000.

## Tvorba

### Práce v Českém rozhlase Olomouc
Zapojil se do znovuobnovení vysílání Českého rozhlasu Olomouc, který začal po normalizačních čistkách opětovně vysílat až 3. ledna 1994. S Českým rozhlasem a jeho olomouckým studiem začal Bureš spolupracovat již v roce 1995. Prošel pozicemi reportéra, redaktora, moderátora a režiséra, jímž se stal roku 1998. Od té doby má na svém kontě tisíce rozhlasových pořadů, stovky audioknih a několik divadelních představení (Ucho, Útěky Lídy Baarové, Král Lear, Sestry B.).

### Slovesná umělecká tvorba

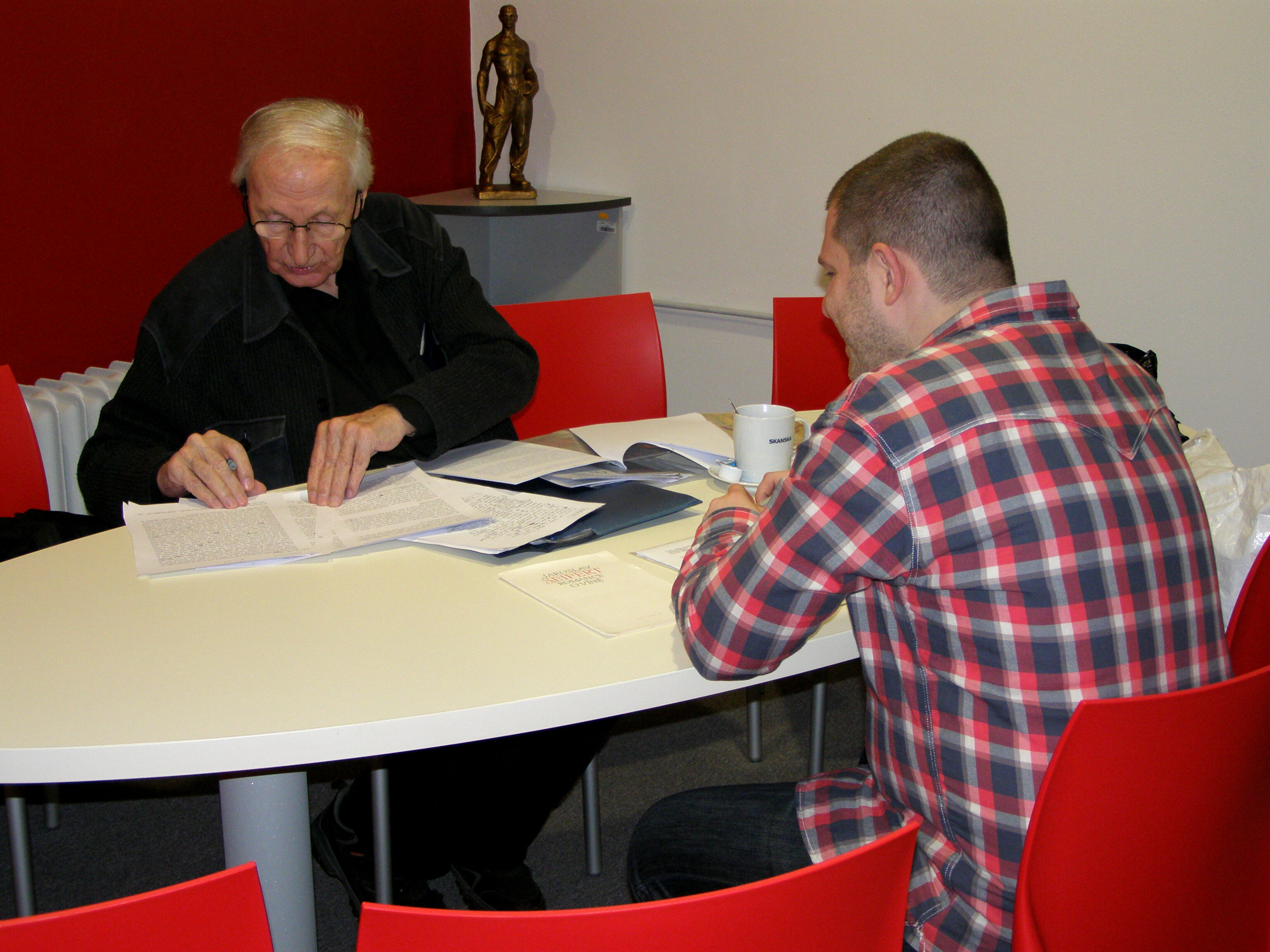
Michal Bureš na natáčení s Ladislavem Chudíkem

V Českém rozhlase Olomouc pomohl znovuobnovit slovesnou uměleckou realizaci. S Ladislavem Lakomým natočil desítky hanáckých plkaček, které byly komunisty z olomoucké fonotéky smazány. Mezi jeho žáky a následovníky patří např. Jakub Vítek nebo Tomáš Soldán, který je nyní v Olomouci kmenovým režisérem. S dramaturgem Janem Sulovským společně vytvořili mnoho rozhlasových her a seriálů (Moje panoptikum, Zapisovatelé otcovský lásky, Záhada srmti korunního prince Rudolfa, Dary naší paní, Švédský stůl, Posedlí, Klíč je na tvé straně) i dokumentů (Pan Kamarád, Na Svatém Kopečku nad Olomoucí, Pod korunou Přemyslovců). Společně s Petrem Hanuškou se podílel na mapování současné české literatury v dodnes vysílané programové řadě Setkání s literaturou.
Mezi lety 2000-2009 byl Michal Bureš též tiskovým mluvčím Pozemkového fondu České republiky.
Od roku 2009 se naplno věnuje režijní činnosti. Vyučuje také na Vyšší odborné škole a Konzervatoři Jaroslava Ježka. V Českém rozhlase pravidelně moderuje pořad Vizitka (Vltava), cykly Osudové ženy (Dvojka) a Jak to bylo doopravdy (Plus). Je předsedou Sdružení pro rozhlasovou tvorbu, z.s., které se podílí na výchově budoucí generace rozhlasových tvůrců.

### Audioknihy

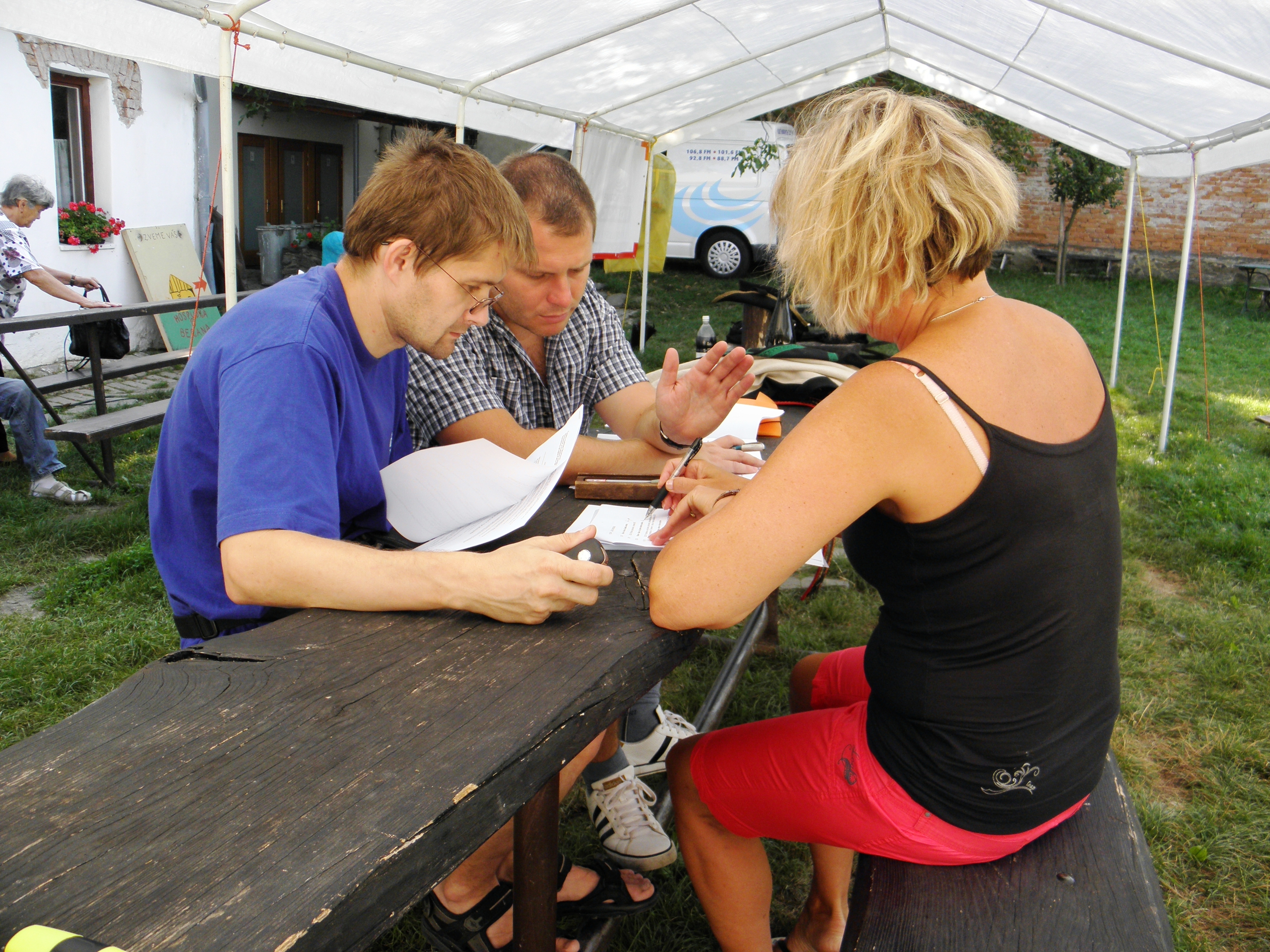
Michal Bureš při vysílání přímého přenosu Moravský rok pro ČRo Brno, Olomouc a Ostrava

Bureš také vedle rozhlasové tvorby režíruje audioknihy. Posbíral za ně několik cen Audiokniha roku. Jeho doménou jsou romány a vysoká literatura z různých stylových epoch. Absolutním vítězem se stal roku 2022 za audioknižní ztvárnění Kmotra v podání Oldřicha Kaisera. Bez odezvy nezůstalo ani ztvárnění Egypťana Sinuheta, Vraždy v Orient-expressu, Nebezpečných známostí nebo Remarqueových protiválečných románů.
Od roku 2021 pracuje na dílech Johna Irvinga, Roberta Saviana a Annie Ernauxové.